# Chris Bowler
Chris Bowler, né le 23 février 1965 à Matlock dans le Derbyshire, est un biologiste britannique. Il est directeur de recherche au CNRS, directeur du laboratoire de génomique des plantes et des algues à l'Institut de Biologie de l’École normale supérieure (IBENS), une unité mixte ENS-CNRS-INSERM.

## Biographie

### Formation universitaire
Il suit une formation en microbiologie à l'université de Warwick puis se spécialise en biologie moléculaire, dans le cadre de son doctorat à l'université de Gand (avec une thèse sur l'étude moléculaire de la résistance des plantes au stress environnemental) et de son cursus post-doctoral à l'université Rockefeller de New-York,.

### Stazione zoologica Anton Dohrn et École normale supérieure
Il est recruté en 1994 par la Stazione zoologica Anton Dohrn, un institut de recherche en biologie marine proche de Naples nommé d'après son fondateur, le zoologiste allemand Felix Anton Dohrn (1840-1909). Il y crée son propre laboratoire et oriente notamment ses travaux vers les diatomées marines, des micro-algues unicellulaires dont l'importance pour les écosystèmes marins est considérable. Il rejoint l’École normale supérieure en 2002. Dans le cadre de ses travaux sur la génomique des plantes et leur réponse aux signaux environnementaux, il réalise le séquençage de plusieurs espèces de diatomées et découvre des processus physiologiques importants. Il identifie le premier gène à pigment élevé de la tomate, dont la mutation provoque une hypersensibilité à la lumière et l'augmentation de la teneur en phytonutriments. Il est le coordonnateur d'une étude systémique des réseaux métaboliques de la tomate, impliqués dans l'augmentation des molécules bénéfiques pour la santé humaine.

### Tara Océan
Chris Bowler est membre du comité scientifique de la fondation Tara Océan. A ce titre, il conseille la direction et le conseil d'administration de la fondation, évalue les analyses en cours, organise les missions scientifiques et participe à la définition des programmes de recherche. Il est en particulier pilote du consortium scientifique du programme Tara Polar Station.

### Communication et vulgarisation scientifique
Les travaux de Chris Bowler ont un intérêt dans des domaines qui se situent au cœur des préoccupations contemporaines : évolution du vivant, changement climatique, pollution des océans et des mers. Il bénéficie d'une réelle audience auprès du grand public, en raison de sa participation à des conférences, à des émissions télévisées voire à des programmes de vulgarisation scientifique comme le MOOC : "l'Océan au cœur de l'humanité", conçu par l'Université Virtuelle Environnement et Développement Durable (UVED).

## Distinctions et récompenses
Chris Bowler a reçu la médaille d'argent du CNRS en 2010, des subventions du Conseil européen de la recherche en 2012 et 2018 et le Grand prix scientifique de la Fondation Louis D., décerné par l'Institut de France, en 2015. Il est professeur au Collège de France où il est titulaire de la nouvelle chaire consacrée à la biodiversité pour l'année 2020-2021,. La leçon inaugurale a été publiée en novembre 2021 chez Fayard sous le titre : "La biodiversité et les écosystèmes à travers le temps et l'espace",.

## Membre
Il est membre de l'Organisation européenne de biologie moléculaire depuis 1995. En 2018, il est élu à l’Académie d’agriculture de France où il est l'un des coordinateurs du Colloque sur la dynamique et la distribution de la biodiversité,.
Il a été Grass Fellow à Harvard en 2016-2017.

## Publications
Chris Bowler est l'auteur ou le co-auteur de plus de 200 publications scientifiques, dans des revues de haut niveau telles que Nature, Science ou encore Plant Cell. Il a été cité plus de 23 000 fois, soit un indice h de 72.